# Lupoč
Lupoč este o comună slovacă, aflată în districtul Lučenec din regiunea Banská Bystrica. Localitatea se află la altitudinea de 298 m deasupra n.m., se întinde pe o suprafață de 9,34 km2 și în 2017 număra 221 de locuitori.

## Istoric
Localitatea Lupoč este atestată documentar din 1333.

## Demografie
| An:                | 1994 | 2004    | 2014   | 2024   |
| ------------------ | ---- | ------- | ------ | ------ |
| Număr de persoane: | 203  | 234     | 245    | 234    |
| Diferență:         |      | +15,27% | +4,70% | −4,48% |

| An:                | 2023 | 2024   |
| ------------------ | ---- | ------ |
| Număr de persoane: | 221  | 234    |
| Diferență:         |      | +5,88% |